# AGS JH21C
O  JH21C foi o primeiro modelo da AGS na temporada de 1986 da Fórmula 1. Disputou apenas dois GPs: Itália e Portugal. Condutor: Ivan Capelli http://f1-facts.com/gallery/d/1142 Monza 1986.

## Resultados[1]
(legenda) 
| Ano  | Chassi | Motor                          | Pneus | N° | Pilotos      | 1   | 2   | 3   | 4   | 5   | 6   | 7   | 8   | 9   | 10  | 11  | 12  | 13  | 14  | 15  | 16  | Pontos | Posição |  |
| ---- | ------ | ------------------------------ | ----- | -- | ------------ | --- | --- | --- | --- | --- | --- | --- | --- | --- | --- | --- | --- | --- | --- | --- | --- | ------ | ------- |  |
|      |        |                                |       |    |              |     |     |     |     |     |     |     |     |     |     |     |     |     |     |     |     |        |         |  |
|      |        |                                |       |    |              | BRA | ESP | SMR | MON | BEL | CAN | EUA | FRA | GBR | GER | HUN | AUT | ITA | POR | MEX | AUS |        |         |  |
| 1986 | JH21C  | Motori Moderni 615-90 V6 turbo | P     | 31 | Ivan Capelli |     |     |     |     |     |     |     |     |     |     |     |     | Ret | Ret |     |     | 0      | NC      |  |